# Rentmeisterhaus (Uttum)

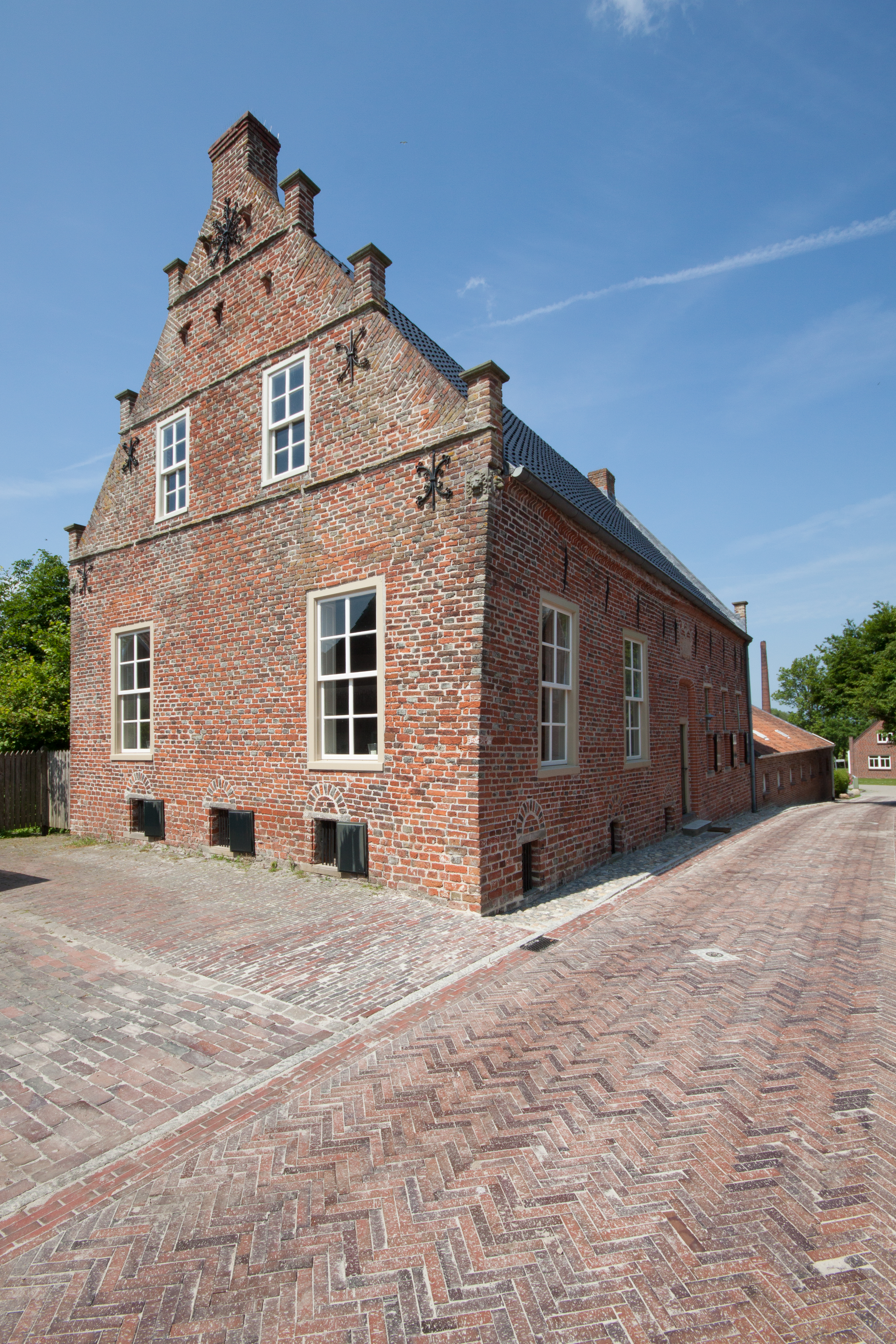
Das Rentmeisterhaus in Uttum.

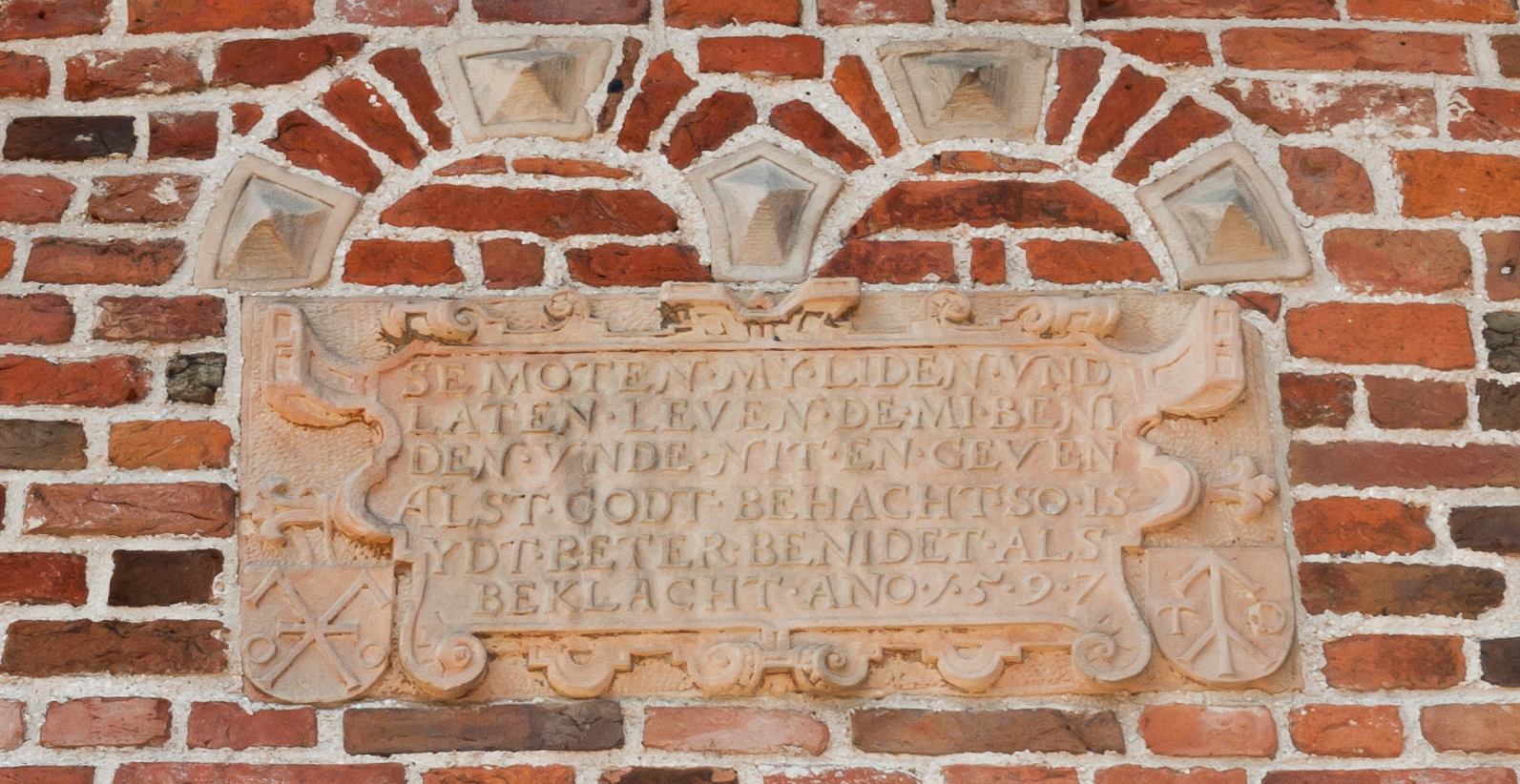
Die Spruchplatte über dem Eingang.

Das Rentmeisterhaus steht in Uttum, einem Ortsteil der ostfriesischen Gemeinde Krummhörn. Der eingeschoßige Bau wurde 1597 als freistehendes Wohnhaus im Typus ostfriesischer Steinhäuser errichtet. Es ist neben der Vikarie in Greetsiel das einzige Gebäude in der Krummhörn, das für Inhaber von Verwaltungsfunktionen errichtet wurde.

## Geschichte
Das Steinhaus diente ursprünglich dem Rentmeister der Uttumer Burg als Wohnsitz. Später wurde es ein bürgerliches Haus und beherbergte in der „Upkamer“ zeitweise ein Standesamt.
Die Ostfriesische Landschaft erwarb das Gebäude 1979 und ließ es anschließend restaurieren. Auch die im 19. Jahrhundert an der Nordseite angebaute Gulfscheune wurde 1983 von Grund auf restauriert. Das Gebäude wurde seit 1985 von der Norddeutschen Orgelakademie unter Leitung von Harald Vogel als Filiale vom Steinhaus Bunderhee genutzt. Seit 1996 befindet sich das Rentmeisterhaus in Privatbesitz, zunächst von Jürgen Ahrend, der in der angrenzenden Scheune eine Werkstatt betrieb. Nach dem Verkauf 2019 folgte in den Jahren 2021–2024 eine denkmalgerechte Restaurierung und energetische Sanierung.

## Baubeschreibung

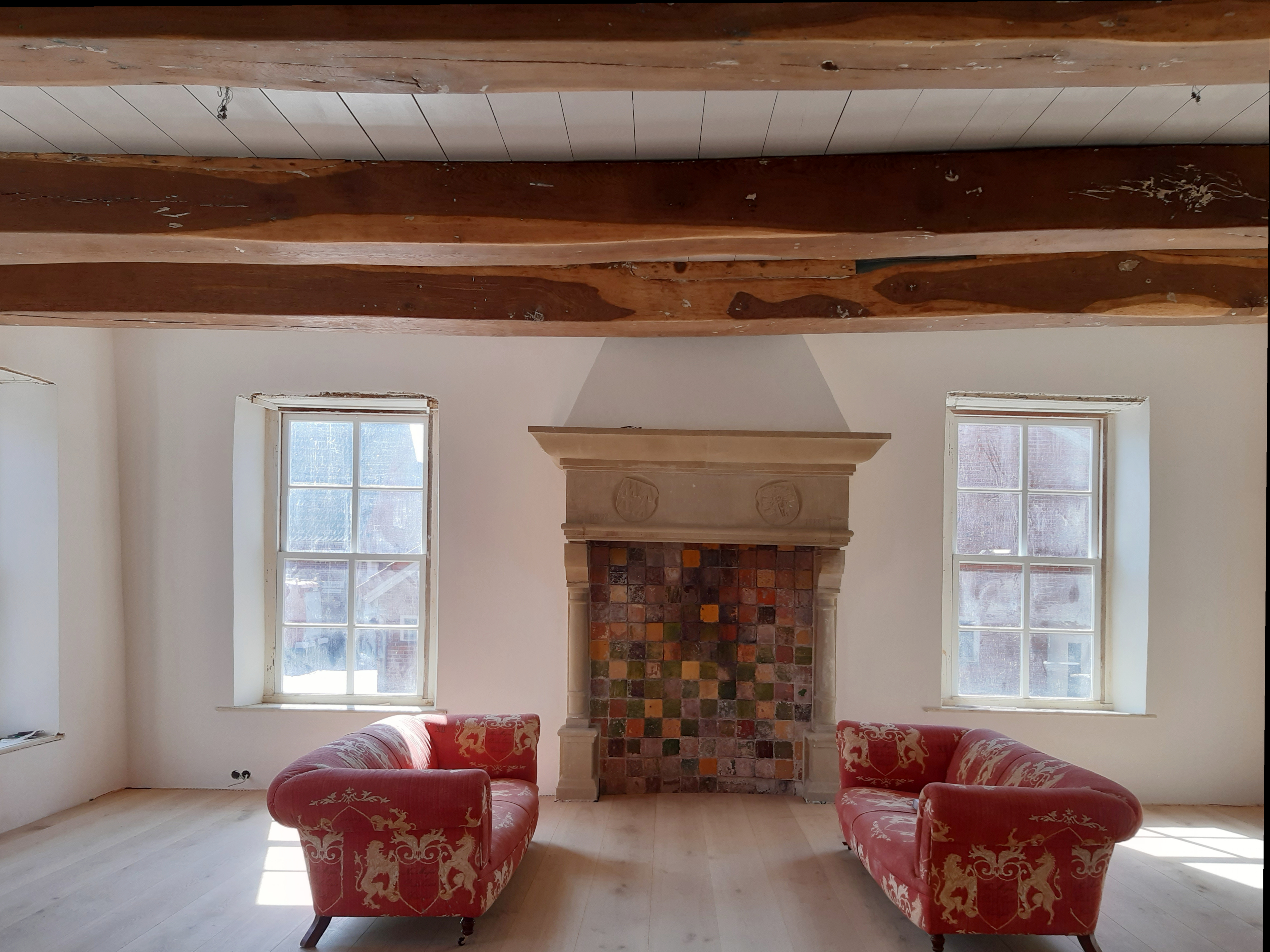
Der große Saalraum mit Kamin

Das Rentmeisterhaus ist 16,50 Meter lang und 9,30 Meter breit. Der Staffelgiebel gilt als Beispiel für die Baukultur der Renaissance im ländlichen Raum Ostfrieslands. Die Giebelfüße sind mit – mit Zwillingslöwenköpfen verzierten – Traufsteinen versehen. Jede Giebelhälfte weist vier Staffeln auf, die mit Gurtgesimsen aus Sandstein verbunden sind. Als weitere Zierelemente sind fünf verzierte Maueranker am Giebel angebracht. Der Eingang des Steinhauses befindet sich an originärer Stelle. Er ist der Straßenseite zugewandt. Dies ist bemerkenswert, da dem Gebäude später eine Gulfscheune angebaut wurde. Dies ging in vielen anderen Steinhäusern mit einer Verlegung des Eingangs einher. Über der Eingangstür befindet sich eine Spruchplatte mit zwei Wappen, die ursprünglich wohl über dem Kamin angebracht war. Der ostfriesisch-niederdeutsche Spruch lautet: „SE MUTTEN LIDEN UND LATEN LEVEN DE MI BENIDEN UNDE NIT EN GEVEN ALS GODT BEHACHT SO IS YDT BETER BENIDET ALS BEKLACHT ANNO 1597“. In seinem Inneren weist das Gebäude noch die für Steinhäuser typische Einteilung in Saal, Eingangshalle und Küche auf. Im Unterschied zu vergleichbaren Bauten trennt die Eingangshalle in Uttum jedoch nicht Saal und Küche, sondern erstreckt sich über die gesamte Länge der rechten Traufseite. Die Küche befindet sich parallel an der westlichen Traufseite. Der Saal ist nahezu 50 Quadratmeter groß und mit einem Kamin versehen. Dieser befindet sich im Zentrum der Giebelwand zwischen den beiden Fenstern. Haube, das Sims und die Wangen waren 1979 nicht mehr vorhanden, wurden aber im Zuge der Restaurierung rekonstruiert.